# Seznam chráněných území v okrese Levice
Toto je seznam chráněných území v okrese Levice aktuální k roku 2015, ve kterém jsou uvedena chráněná území v oblasti okresu Levice.
| Kód  | Obrázek      | Typ | Název               | Rozloha (ha) | Galerie Commons | Popis území | Souřadnice                       |
| ---- | ------------ | --- | ------------------- | ------------ | --------------- | ----------- | -------------------------------- |
| 1077 |              | PR  | Bíňanský rybník     | 35,1343      |                 |             |                                  |
| 927  |              | CHA | Bohunický park      | 3,6028       |                 |             |                                  |
| 44   |              | PR  | Hlohyňa             | 2,5400       |                 |             |                                  |
| 49   |              | NPR | Horšianska dolina   | 313,3772     |                 |             |                                  |
| 56   |              | PR  | Jabloňovský Roháč   | 64,6400      |                 |             |                                  |
| 1076 |              | CHA | Kráľovičova slatina | 0,2632       |                 |             |                                  |
| 809  | Velký Krivín | PR  | Krivín              | 54,1500      |                 |             | 48°19′40″ s. š., 18°33′43″ v. d. |
| 1104 |              | PR  | Kusá hora           | 6,1579       |                 |             |                                  |
| 89   |              | CHA | Levické rybníky     | 91,8300      |                 |             |                                  |
| 950  |              | CHA | Levický park        | 1,7277       |                 |             |                                  |
| 127  |              | NPR | Patianska cerina    | 26,5000      |                 |             |                                  |
| 1188 |              | CHA | Šándorky            | 3,1132       |                 |             |                                  |
| 165  |              | PR  | Šípka               | 46,8400      |                 |             |                                  |
| 178  |              | PP  | Travertínová kopa   | 0,0140       |                 |             |                                  |
| 189  |              | PR  | Vozokánsky luh      | 11,0500      |                 |             |                                  |
| 1105 |              | PP  | Zlepencová terasa   | 1,2076       |                 |             |                                  |
| 990  |              | CHA | Želiezovský park    | 13,2725      |                 |             |                                  |